# Unisource Carrier Services
Unisource Carrier Services (UCS oder kurz Unisource) wurde am 24. April 1992 gegründet und war ein internationaler Zusammenschluss der Telekommunikationsgesellschaften von Schweden, den Niederlanden, der Schweiz und Spanien unter Beteiligung von
- Swiss PTT (Schweiz – heute Swisscom),
- Telia (Schweden),
- PTT Netherlands (Niederlande),
- Telefónica (Spanien).[2]

1994 gehörten zu der Holdinggesellschaft insgesamt sieben Betriebsgesellschaften. Der Konzernumsatz belief sich auf 933 Mio. NLG (443 Mio. ECU), wobei sich beim Nettoergebnis ein Verlust in Höhe von 41,072 Mio. NLG (20 Mio. ECU) ergab. Unisource hielt Beteiligungen an dem Telekommunikationskonsortium CNI, in dem auch AT&T, die Deutsche Bank AG und die Mannesmann AG vertreten waren. CNI übernahm im Juli 1996 einen Anteil von 49,8 Prozent der DBKom.
Die Unisource Carrier Services sollten durch die Verschmelzung in Europa zum führenden Anbieter internationaler Telekommunikationsverbindungen werden.
Der vierte Telefónica verließ die Holdinggesellschaft rasch wieder und trat einer Allianz mit dem konkurrierenden Konsortium Concert zwischen der britischen BT Group und der US-amerikanischen MCI bei.
Nach wirtschaftlichen Schwierigkeiten begann das Unternehmen Ende 1999 unter Vorstandsvorsitz von Wim Dik einzelne Geschäftsbereiche zu verkaufen.